# اوبوریشته
اوبوریشته (به بلغاری: Oborishte) یک منطقهٔ مسکونی در بلغارستان است که در استان پازارجیک واقع شده‌است.
 اوبوریشته ۶۹٫۰۵۹ کیلومتر مربع مساحت و ۱٬۳۰۷ نفر جمعیت دارد و ۶۶۰ متر بالاتر از سطح دریا واقع شده‌است.